# Невидь
«Невидь» — российская рок-группа, образованная в сентябре 2004 года.

## История
Группа была основана в сентябре 2004 года Алексеем «Лесьяром» Агафоновым после ухода из группы Butterfly Temple. К ноябрю был собран полный состав группы, и началась работа над дебютным альбомом. Лесьяр — вдохновитель и поэт — наметил продолжение тематики, заложенной в Вutterfly Тemple.
Осенью 2005 года группа подписала свой первый контракт со звукозаписывающей компанией Irond Records. В октябре того же года был записан и выпущен в свет дебютный альбом группы «Зов Новой Гипербореи». На создание лирики к этому альбому Лесьяра вдохновила северная природа Кольского полуострова. Суровая, неприветливая красота гор, свинцовое небо, тяжелые облака, стальная гладь озёр, таинственные сейды. Всё это поэт попытался воплотить в своих текстах и стихах. Лирика вкупе с ярким, сильным и контрастным музыкальным материалом смогли передать всё величие этого прекрасного, загадочного края.
Альбом был очень тепло встречен как старыми поклонниками Вutterfly Тemple так и новыми почитателями группы НЕВИДЬ. Группа начала активно концертировать в Москве и других городах России, включая Мурманск, Волгоград и Тольятти. Осенью того же года группа приняла участие в часовой программе «Восьмая нота» на Радио России. Песня «Дар Тебе Мой — Долгий Путь» была включении в сборник «Russian Metal Ballads. Группа принимала участие в его презентации в Московском клубе Точка».
В течение 2006 года группа гастролировала и параллельно готовила материал для нового альбома. Диск «Ярга» вышел на лейбле Irond Records в январе 2007 года. Этот альбом совершенно отличается от первого своей концепцией, общим настроением. Он буквально пропитан романтикой, лирикой, воздушной, легкой красотой. Однако и здесь главные принципы лирики Лесьяра — простота изложения, красота и глубина, остаются неизменными. Музыкальный материал более фолковый, гораздо больше используется женский вокал. Сочетание стихов в исполнении автора и контрастных композиций создает различные оттенки одного настроения, от задорного и заводного до печально-романтического.
Презентация альбома проходила при поддержке группы Suidakra (Германия). В поддержку альбома группа отыграла тур по России, включая такие города, как Самара, Тольятти, Тверь, Тула, Пенза и Москва.
В конце 2008 года Лесьяр решает  записать не совсем обычный альбом «Кровь свободы». Необычен он тем, что этот альбом выпущен под маркой «КРАМОЛА», а не под маркой НЕВИДЬ. Концепция и атмосфера альбома, лирика были придуманы Лесьяром. Воплощенные в текстах, музыке, инструментальных композициях бунт, мятеж, кровавые расправы, сцены предательства и войны, ярко и самобытно были выражены в этом альбоме, который по сей день остается одним из самых ярких и необычных в творчестве Алексея.
Альбом вызвал противоречивые отзывы со стороны слушателей. Композиции настолько необычны и настолько отличаются друг от друга, что неподготовленному слушателю непросто воспринять их с первого прослушивания. Двадцать треков, объединенных единой концепцией — бунт, безумство, путь к счастью и свету через грязь, боль, кровь и слезы. Такие разные, они впечатляют, шокируют, оставляют в душе неизгладимый след и противоречивые чувства. В записи диска, помимо музыкантов НЕВИДИ, принимали участие приглашенные музыканты: Wolfenhirt («Сварга») — вокал; Бруно («Melancholy») — виолончель; Миносс («Наследие Вагантов») — духовые инструменты; Hurry (Сварга) — аккордеон.
В конце апреля 2009 году в составе группы Невидь произошли очередные изменения. По личным причинам группу покидает Глен. На место бас гитариста группа рекрутирует музыканта по имени Бельф (Stigmatic Chorus, Ashen Light).
В декабре 2009 года обновленный состав Невиди выпускает третий альбом в истории группы — «Янтарное сердце Арктиды». И вновь, по традиции коллектива, диск совершенно отличается ото всех предыдущих работ. Звук значительно утяжеляется, во многих композициях используются волынка и виолончель, что придает звучанию новизну и
новые, непривычные оттенки. Альбом посвящён актуальной теме саморазрушения человечества. Лесьяр: «Животные, низменные инстинкты главенствуют в процессе развития общества, и в конце концов оно придет к катастрофе и самоуничтожению. Если, что крайне маловероятно, не произойдет какое-то кардинальное изменение в его самосознании. Но это утопия. Это одна из тем альбома — человеческая глупость, жадность и эгоизм, которые приведут к катастрофе когда-нибудь».
В 2011 году, после очередных изменений в коллективе, выходит четвёртый студийный альбом команды — «Агарта». Релиз пластинки состоялся 27 сентября при поддержке лейбла Irond. В новый альбом вошло четырнадцать разноплановых треков, среди которых можно встретить как прямолинейные боевики («Эльморайок»). Cкрипка, альт и флейта Фёдора Ветрова, ещё одного нового участника коллектива, существенно повлияли на звучание «Агарты».
Акустические пассажи и жёсткие риффы, спаянная ритм-секция и легко узнаваемый голос Лесьяра — всё это вышло на качественно новый уровень. Абсолютно новый подход к музыкальному полотну и лирике открывает новые горизонты как для старых, так и для новых поклонников. По традиции диск снабжён поэтическими зарисовками и кавер-версией. На этот раз переосмысливанию подвергся трек «Ва-Ва-Ва» (Монгол Шуудан, альбом «Собственность — Это Кража»).
Также стоит отметить, что альбом посвящён памяти Глеба Иванова — двадцатитрехлетнего друга группы, безвременно ушедшего из жизни весной 2011 года. Возможно, именно поэтому этот диск получился ещё более богатым на эмоции, нежели его предшественники. «Агарта» — альбом-беседа. Это диалог опытных душ с равными себе, одинаково лишённый как нравоучительного пафоса, так и лицемерного панибратства. Диск впитал в себя природу, а не городской смрад, поэтому он дышит любовью и верностью, а не жаждой обладания и коварством, мудростью вечной, а не сиюминутной выгодой, собственным свободным мнением, а не пустыми шаблонами. «Агарта» — интеллектуальный альбом для всех неравнодушных к отечественной музыке высшего качества.
За всё время существования коллектива основным композитором был Роман Arsafes.
Также единственным на все времена барабанщиком группы был Александр Смирнов. Он способен исполнять самые различные ритмические рисунки, от спокойных и мягких до мощных, ураганных ритмов в духе death metal.
Бессменный лидер и главный идеолог коллектива — Лесьяр, основатель паган-сцены в России. Параллельно с музыкальной деятельностью Лесьяр выпустил три книги стихов (2006 год «Вижу, что не видят остальные», в 2008 году выходит второй сборник «Полынья», и в 2010 году «Мертвая петля»).Поэт, вокалист, создатель текстов, с годами он не теряет огня и творческого азарта.
Статьи о группе, интервью с музыкантами и рецензии на альбомы неоднократно публиковались в ведущих музыкальных изданиях и на музыкальных Интернет порталах. Альбомы группы продаются во всех крупных музыкальных магазинах по всей России.
В ноябре 2014 года группа сыграла свой последний концерт. Концерт проходил в клубе Котёл города Дмитров. После этого группа была заморожена. Лесьяр полностью дистанцируется от метал сцены, считая её безобразной личиной и вместе с друзьями Оксаной и Арсафесом занимается исключительно студийным творчеством.
В январе 2023 года на странице группы в социальной сети Вконтакте было объявлено о начале записи нового альбома группы.

## Состав
- Лесьяр — вокал, варган, лирика
- Arsafes — гитара, клавишные, чистый вокал
- Глен (Алексей Валентинов)— бас
- Александр Смирнов — ударные
- Фёдор Ветров — скрипка, альт, флейта

### Бывшие участники
- Ксения Маркевич — вокал
- Игорь Королёв — гитара
- Никита «Адриян» — гитара
- Бельф — бас-гитара
- Сергей Аванесов («Авен») — клавиши
- Екатерина Власова («Сирена») — вокал
- Никита "Кит Тихонс" Тихонов — клавиши
- Ольга Ланцева — вокал
- Ольга Машкина (Skandinavien) - вокал
- Оксана Мельник — вокал

Примечание: бывший клавишник группы «Невидь» Никита Тихонов не имеет отношения к другому Никите Тихонову — осужденному за убийство адвоката Станислава Маркелова.

## Дискография
| Название                          | Участники | Год выпуска | Примечания |
| --------------------------------- | --- | ----------- | ---------- |
| Зов Новой Гипербореи              | Лесьяр / Ксения / Arsafes / Никита «Адриян» / Игорь Королев / Глен / Авен / Александр Смирнов | 2005        |            |
| Ярга                              | Лесьяр / Ксения / Arsafes / Никита «Адриян» / Глен / Александр Смирнов / Никита Тихонов | 2007        |            |
| Крамола, "Кровь Свободы"          | Лесьяр / Arsafes / Wolfenhirt (гр."Сварга") / Глен / Александр Смирнов / Ольга Ланцева / Ольга Машкина / Hurru (гр. «Сварга») / Александр «Бруно» Козловский (гр. «Сварга», «Melancholy» / Алексей Большов, (гр."Сварга", «Наследие вагантов») | 2008        |            |
| Янтарное сердце Арктиды           | Лесьяр / Ольга Ланцева / Arsafes / Бельф / Александр Смирнов | 2009        |            |
| Рассвет Заратустры                | Лесьяр / Оксана / Arsafes / Бельф / Александр Смирнов | 2010        | Сингл      |
| Агарта                            | Лесьяр / Оксана / Arsafes / Бельф / Александр Смирнов / Федор Ветров | 2011        |            |
| Лесьяр "Победа!"                  | Лесьяр / Оксана/ Arsafes / Александр Смирнов / Федор Ветров / Глен / Егор | 2013        | (2 CD)     |
| Лесьяр «Анархия На Крови»         | Лесьяр / Оксана/ Arsafes | 2014        | Сингл      |
| Лесьяр «Братцы»                   | Лесьяр / Оксана/ Arsafes | 2014        | Сингл      |
| Лесьяр «Самосожжение»             | Лесьяр / Оксана / Arsafes / Федор Ветров / Елена Казакова | 2014        |            |
| Лесьяр «Уснувшей Сони сны…»       | Лесьяр / Оксана / Arsafes / Елена Казакова | 2015        |            |
| Лесьяр «Скотобойня для свободных» | Лесьяр / Оксана / Arsafes | 2015        | Сингл      |
| Лесьяр «Назло, поперёк!»          | Лесьяр / Оксана / Arsafes | 2015        | Сингл      |
| Alabama Song (Whiskey Bar)        | Лесьяр / Мистик / Arsafes | 2016        | Сингл      |

- 2009 — «Эффект бабочки»

## Проект «Лесьяр»
Лесьяр — проект Алексея «Лесьяра» Агафонова, Оксаны Мельник и Романа Arsafesa.
В 2013 году выпущен альбом «Победа», который был записан в студии Arsafes Records. В него вошли лучшие песни за двадцать лет творческой карьеры Лесьяра. Все композиции были исполнены и перезаписаны в новом прочтении, также принимали участие в записи сессионные музыканты.
На этом творческая деятельность Алексея не заканчивается, и в мае 2014 года на Pitbull Prod. выходит 4-песенный сингл «Анархия на крови!». Тираж диджипака составил 100 копий. В августе 2014 года в цифровом формате выходит сингл «Братцы», посвящённый памяти Сергея К. В ноябре этого же года на лейбле Pitbull Prod. выходит второй альбом проекта — «Самосожжение». В феврале 2015 года выходит альбом « Уснувшей Сони сны…», записанный на студии Arsafes rec. (январь 2014-январь 2015). Так же в 2015 году выходят 2 сингла. В мае выходит «Скотобойня для свободных», в декабре «Назло, поперёк!»(кавер версия песни Гражданской обороны). Осенью 2016 года группу по личным причинам покидает Оксана Мельник. Место вокалистки занимает Мистик. В конце 2016 года (8.12.2016) в честь дня рождения Джима Моррисона коллектив выпускает сингл Alabama Song (Whiskey Bar)-The Doors Cover. На данный момент группа готовит альбом с рабочим названием "Смертоворот". Выход запланирован на 2017 год.

### Состав проекта «Лесьяр»
- Лесьяр (Алексей Агафонов) — вокал, варган, автор (с 2013)
- Мистик — вокал (с 2016)
- Arsafes — вокал, гитара, бас-гитара, клавишные, ударные
- Елена Казакова — арфа, флейта (сессионно)
- Фёдор Ветров — скрипка, альт (сессионно)
- Глен (Алексей Валентинов) — бас (сессионно)
- Александр Смирнов — ударные (сессионно)
- Оксана Мельник — вокал, клавишные (с 2013 по 2016)